# Berginus californicus
Berginus californicus is een keversoort uit de familie boomzwamkevers (Mycetophagidae). De wetenschappelijke naam van de soort werd in 1939 gepubliceerd door Pierce.